# Fritillaria yuminensis
Fritillaria yuminensis är en liljeväxtart som beskrevs av X.Z.Duan. Fritillaria yuminensis ingår i Klockliljesläktet och i familjen liljeväxter. Inga underarter finns listade.